# Discografia dei Judas Priest
Questa pagina raccoglie l'intera discografia del gruppo musicale britannico Judas Priest.

## Album

### Album in studio
| Anno | Titolo | Classifiche | Classifiche | Classifiche | Classifiche | Classifiche | Classifiche | Classifiche | Classifiche | Classifiche | Classifiche | Classifiche | Classifiche | Certificazioni                            |
| Anno | Titolo | UK          | AUT         | CAN         | FIN         | FRA         | GER         | ITA         | NOR         | SPA         | SWE         | SWI         | US          | Certificazioni                            |
| ---- | --- | ----------- | ----------- | ----------- | ----------- | ----------- | ----------- | ----------- | ----------- | ----------- | ----------- | ----------- | ----------- | ----------------------------------------- |
| 1974 | Rocka Rolla - Pubblicato il 6 settembre 1974 - Etichetta: Gull (#1005) - Formato: CD, MC, LP                                                                  | —           | —           | —           | —           | —           | —           | —           | —           | —           | —           | —           | —           |                                           |
| 1976 | Sad Wings of Destiny - Pubblicato il 23 marzo 1976 - Etichetta: Gull (#1015) - Formati: CD, MC, LP                                                            | —           | —           | —           | —           | —           | —           | —           | —           | —           | —           | —           | —           |                                           |
| 1977 | Sin After Sin - Pubblicato il 23 aprile 1977 - Etichetta: Columbia (#32005) - Formati: CD, MC, LP                                                             | 23          | —           | —           | —           | —           | —           | —           | —           | —           | 49          | —           | —           | US: Oro                                   |
| 1978 | Stained Class - Pubblicato il 10 febbraio 1978 - Etichetta: Columbia (#82430) - Formati: CD, MC, LP                                                           | 27          | —           | —           | —           | —           | —           | —           | —           | —           | —           | —           | 173         | US: Oro                                   |
| 1978 | Killing Machine (pubblicato negli Stati Uniti come Hell Bent for Leather) - Pubblicato il 9 ottobre 1978 - Etichetta: Columbia (#83135) - Formati: CD, MC, LP | 32          | —           | —           | —           | —           | —           | —           | —           | —           | —           | —           | 128         | US: Oro                                   |
| 1980 | British Steel - Pubblicato il 14 aprile 1980 - Etichetta: Columbia (#84160) - Formati: CD, MC, LP                                                             | 4           | —           | 45          | 46          | —           | 59          | —           | 21          | 55          | 20          | 92          | 34          | UK: Argento CAN: Oro SWE: Oro US: Platino |
| 1981 | Point of Entry - Pubblicato il 26 febbraio 1981 - Etichetta: Columbia (#84834) - Formati: CD, MC, LP                                                          | 14          | —           | 42          | —           | —           | 19          | —           | 32          | —           | 14          | —           | 39          | UK: Argento US: Oro                       |
| 1982 | Screaming for Vengeance - Pubblicato il 17 luglio 1982 - Etichetta: Columbia (#85941) - Formati: CD, MC, LP                                                   | 11          | —           | 17          | —           | —           | 23          | —           | 26          | 84          | 12          | —           | 17          | CAN: Platino SWE: Oro US: 2× Platino      |
| 1984 | Defenders of the Faith - Pubblicato il 4 gennaio 1984 - Etichetta: Columbia (#25713) - Formati: CD, MC, LP                                                    | 19          | —           | 17          | 46          | —           | 21          | —           | 17          | 66          | 2           | 12          | 18          | CAN: Platino US: Platino                  |
| 1986 | Turbo - Pubblicato il 15 aprile 1986 - Etichetta: Columbia (#26641) - Formati: CD, MC, LP                                                                     | 33          | —           | 37          | 11          | —           | 28          | —           | 13          | —           | 10          | 2           | 17          | CAN: Platino US: Platino                  |
| 1988 | Ram It Down - Pubblicato il 17 maggio 1988 - Etichetta: Columbia (#44244) - Formati: CD, MC, LP                                                               | 24          | 14          | 30          | 3           | —           | 9           | —           | 5           | —           | 5           | 8           | 31          | CAN: Oro US: Oro                          |
| 1990 | Painkiller - Pubblicato il 3 settembre 1990 - Etichetta: Columbia (#46891) - Formati: CD, MC, LP                                                              | 26          | 22          | 29          | 15          | —           | 7           | —           | 19          | —           | 19          | 14          | 26          | CAN: Oro US: Oro                          |
| 1997 | Jugulator - Pubblicato il 28 ottobre 1997 - Etichetta: CMC International (#86224) - Formati: CD, MC, LP                                                       | —           | 34          | 87          | 24          | —           | 9           | —           | —           | 20          | 33          | 43          | 82          |                                           |
| 2001 | Demolition - Pubblicato il 31 luglio 2001 - Etichetta: Atlantic (#83480) - Formati: CD, MC, LP                                                                | —           | 50          | —           | —           | 72          | 16          | —           | —           | —           | 55          | 72          | 165         |                                           |
| 2005 | Angel of Retribution - Pubblicato il 28 febbraio 2005 - Etichetta: Columbia Records/Sony Music (#92933) - Formati: CD, DualDisc, LP                           | 39          | 10          | —           | 6           | 43          | 5           | 26          | 6           | 6           | 3           | 19          | 13          |                                           |
| 2008 | Nostradamus - Pubblicato il 17 giugno 2008 - Etichetta: Columbia Records/Sony Music - Formati: CD, LP                                                         | 30          | 13          | 9           | 3           | 38          | 5           | 26          | 12          | 26          | 5           | 12          | 11          |                                           |
| 2014 | Redeemer of Souls - Pubblicato il 15 luglio 2014 - Etichetta: Columbia Records/Sony Music - Formati: CD, LP, download digitale                                | 12          | 6           | 5           | 1           | 22          | 3           | 29          | 3           | 9           | 5           | 6           | 6           |                                           |
| 2018 | Firepower - Pubblicato il 9 marzo 2018 - Etichetta: Columbia Records/Sony Music - Formati: CD, LP, download digitale                                          | 5           | 2           | 3           | 2           | 12          | 2           | 20          | 5           | 6           | 1           | 3           | 5           |                                           |

### Album dal vivo
| Anno | Titolo | Classifiche | Classifiche | Classifiche | Classifiche | Classifiche | Classifiche | Classifiche | Classifiche | Certificazioni   |
| Anno | Titolo | UK          | AUT         | CAN         | GER         | NOR         | SWE         | SWI         | US          | Certificazioni   |
| ---- | --- | ----------- | ----------- | ----------- | ----------- | ----------- | ----------- | ----------- | ----------- | ---------------- |
| 1979 | Unleashed in the East - Pubblicato il 16 settembre 1979 - Etichetta: Columbia Records - Formati: CD, MC, LP | 10          | —           | 73          | —           | —           | —           | —           | 70          | US: Platino      |
| 1987 | Priest...Live! - Pubblicato il 21 giugno 1987 - Etichetta: Columbia Records - Formati: CD, MC, LP           | 47          | 22          | 39          | 23          | 16          | 19          | 18          | 38          | CAN: Oro US: Oro |
| 1998 | '98 Live Meltdown - Pubblicato il 29 settembre 1998 - Etichetta: SPV GmbH - Formati: CD, MC, LP             | —           | —           | —           | 63          | —           | —           | —           | —           |                  |
| 2003 | Live in London - Pubblicato l'8 aprile 2003 - Etichetta: SPV - Formati: CD, LP                              | —           | —           | —           | 54          | —           | —           | —           | —           |                  |
| 2009 | A Touch of Evil: Live - Pubblicato il 14 luglio 2009 - Etichetta: Sony - Formati: CD                        | —           | —           | —           | —           | —           | —           | —           | 87          |                  |
| 2016 | Battle Cry - Pubblicato il 25 marzo 2016 - Etichetta: Sony - Formati: CD                                    | —           | 57          | —           | 29          | 37          | —           | 34          | 117         |                  |

### Raccolte
| Anno | Titolo | Classifiche | Classifiche | Classifiche | Classifiche | Classifiche | Classifiche | Certificazioni |
| Anno | Titolo | UK          | FIN         | GER         | SWE         | SWI         | US          | Certificazioni |
| ---- | --- | ----------- | ----------- | ----------- | ----------- | ----------- | ----------- | -------------- |
| 1993 | Metal Works '73 - '93 - Pubblicato il 18 maggio 1993 - Etichetta: Sony Records - Formati: CD, MC, LP                                | 37          | —           | 50          | —           | 40          | 155         |                |
| 1997 | The Best of Judas Priest: Living After Midnight - Pubblicato il 3 febbraio 1997 - Etichetta: Columbia Records - Formati: CD, MC, LP | —           | —           | —           | —           | —           | —           |                |
| 2004 | Metalogy - Pubblicato l'11 maggio 2004 - Etichetta: Columbia Records - Formati: CD, LP                                              | —           | —           | —           | —           | —           | —           |                |
| 2006 | The Essential Judas Priest - Pubblicato l'11 aprile 2006 - Etichetta: Columbia Records - Formati: CD, LP                            | —           | 21          | —           | 23          | —           | —           |                |
| 2011 | Single Cuts - Pubblicato il 22 agosto 2011 - Etichetta: Columbia Records - Formati: CD                                              | —           | —           | —           | —           | —           | —           |                |
| 2011 | The Chosen Few - Pubblicato l'11 ottobre 2011 - Etichetta: Legacy/Sony - Formati: CD                                                | —           | —           | —           | —           | —           | —           |                |

## Singoli
| Anno | Titolo                          | Classifiche | Classifiche | Classifiche | Classifiche        | Album                   |
| Anno | Titolo                          | UK          | CAN         | US          | US Mainstream Rock | Album                   |
| ---- | ------------------------------- | ----------- | ----------- | ----------- | ------------------ | ----------------------- |
| 1974 | Rocka Rolla                     | —           | —           | —           | —                  | Rocka Rolla             |
| 1976 | The Ripper                      | —           | —           | —           | —                  | Sad Wings of Destiny    |
| 1977 | Diamonds and Rust               | —           | —           | —           | —                  | Sin After Sin           |
| 1978 | Better By You, Better Than Me   | —           | —           | —           | —                  | Stained Class           |
| 1979 | Take On the World               | 14          | —           | —           | —                  | Killing Machine         |
| 1979 | Evening Star                    | 53          | —           | —           | —                  | Killing Machine         |
| 1979 | Rock Forever                    | —           | —           | —           | —                  | Killing Machine         |
| 1980 | Living After Midnight           | 12          | —           | —           | —                  | British Steel           |
| 1980 | Breaking the Law                | 12          | —           | —           | —                  | British Steel           |
| 1980 | United                          | 26          | —           | —           | —                  | British Steel           |
| 1981 | Don't Go                        | 51          | —           | —           | —                  | Point of Entry          |
| 1981 | Heading Out to the Highway      | —           | —           | —           | 10                 | Point of Entry          |
| 1981 | Hot Rockin'                     | 60          | —           | —           | —                  | Point of Entry          |
| 1982 | You've Got Another Thing Comin' | 66          | —           | 67          | 4                  | Screaming for Vengeance |
| 1982 | (Take These) Chains             | —           | —           | —           | —                  | Screaming for Vengeance |
| 1982 | Electric Eye                    | —           | —           | —           | 38                 | Screaming for Vengeance |
| 1983 | Freewheel Burning               | 42          | —           | —           | —                  | Defenders of the Faith  |
| 1984 | Love Bites                      | —           | —           | —           | —                  | Defenders of the Faith  |
| 1984 | Some Heads Are Gonna Roll       | 97          | —           | —           | 42                 | Defenders of the Faith  |
| 1986 | Turbo Lover                     | —           | 50          | —           | 44                 | Turbo                   |
| 1986 | Locked In                       | —           | —           | —           | 25                 | Turbo                   |
| 1986 | Parental Guidance               | —           | —           | —           | —                  | Turbo                   |
| 1988 | Johnny B. Goode                 | 64          | —           | —           | 47                 | Ram It Down             |
| 1988 | Ram It Down/Heavy Metal         | —           | —           | —           | —                  | Ram It Down             |
| 1988 | I'm a Rocker                    | —           | —           | —           | —                  | Ram It Down             |
| 1990 | Painkiller                      | 74          | —           | —           | —                  | Painkiller              |
| 1991 | A Touch of Evil                 | 58          | —           | —           | 29                 | Painkiller              |
| 1992 | Night Crawler                   | 63          | —           | —           | —                  | Painkiller              |
| 1997 | Burn in Hell                    | —           | —           | —           | —                  | Jugulator               |
| 2001 | Machine Man                     | 159         | —           | —           | —                  | Demolition              |
| 2005 | Revolution                      | —           | —           | —           | 23                 | Angel of Retribution    |
| 2008 | War                             | —           | —           | —           | —                  | Nostradamus             |
| 2014 | Redeemer of Souls               | —           | —           | —           | —                  | Redeemer of Souls       |
| 2018 | Lightning Strike                | —           | —           | —           | 21                 | Firepower               |

## Videografia

### Album video
- 1987 - Priest...Live!
- 1993 - Metal Works '73-'93
- 2001 - British Steel (DVD)
- 2002 - Live in London
- 2003 - Electric Eye
- 2005 - Rising in the East
- 2006 - Live Vengeance '82
- 2010 - British Steel: 30th Anniversary
- 2013 - Epitaph
- 2016 - Battle Cry

### Video musicali
| Year | Titolo                          | Regista                |
| ---- | ------------------------------- | ---------------------- |
| 1979 | Killing Machine                 |                        |
| 1979 | Take On the World               |                        |
| 1980 | Living After Midnight           | Julien Temple          |
| 1980 | Breaking the Law                | Julien Temple          |
| 1981 | Don't Go                        | Julien Temple          |
| 1981 | Heading Out to the Highway      | Julien Temple          |
| 1981 | Hot Rockin'                     | Julien Temple          |
| 1982 | You've Got Another Thing Comin' | Julien Temple          |
| 1984 | Freewheel Burning               | Julien Temple          |
| 1984 | Love Bites                      | Keith "Keef" MacMillan |
| 1986 | Turbo Lover                     | Wayne Isham            |
| 1986 | Locked In                       | Wayne Isham            |
| 1988 | Johnny B. Goode                 | Wayne Isham            |
| 1990 | Painkiller                      | Wayne Isham            |
| 1990 | A Touch of Evil                 | Wayne Isham            |
| 1997 | Burn in Hell                    | —                      |
| 2001 | Lost and Found                  | Aubrey Powell          |
| 2005 | Revolution                      | —                      |
| 2008 | The Four Horsemen/War           | Tony Luke              |
| 2018 | Lightning Strike                |                        |
| 2018 | Spectre                         |                        |
| 2018 | No Surrender                    |                        |
| 2018 | Never the Heroes                |                        |